# こうして彼は屋上を燃やすことにした
『こうして彼は屋上を燃やすことにした』（こうしてかれはおくじょうをもやすことにした）は、カミツキレイニーによる日本のライトノベル。イラストは文倉十が担当。ガガガ文庫（小学館）より2011年5月に刊行された。第5回小学館ライトノベル大賞ガガガ文庫部門ガガガ大賞受賞作。第1回ラノベ好き書店員大賞にて9位を獲得。キャラクターは童話『オズの魔法使い』をモチーフにしている。

## あらすじ
付き合っていたアメくんに別れを告げられた三浦加奈は、飛び降り自殺しようと学校の屋上へと向かうが、そこには先客がいた。それぞれオズの魔法使いの登場人物の名を名乗る彼らは、復讐を考えていて、三浦加奈にも死ぬのならば復讐してからにしようと誘われた。
彼らとの交流をすうちにドロシーと呼ばれるようになり、彼らの各々の事情へ手を伸ばしていく。

## 登場人物
三浦加奈（ドロシー）
復讐に誘われる。アメくんが好き、だった。
カカシ
不思議な雰囲気の少女。知恵が無くて泣くことができない。
ブリキ
毒舌な少年。心が無くて笑うことができない。
ライオン
いつでも笑みを浮かべているニコニコ顔の少年。勇気が無くて怒ることができない。

## 評価
第5回小学館ライトノベル大賞ガガガ文庫部門にてガガガ大賞を受賞した（受賞時のタイトルは「こうして、彼は屋上を燃やすことにした」）。同賞でゲスト審査員を務めた麻枝准は本作を以下のように評している。

## 既刊一覧
- カミツキレイニー（著） / 文倉十（イラスト） 『こうして彼は屋上を燃やすことにした』 小学館〈ガガガ文庫〉、2011年5月18日発売[5]、ISBN 978-4-09-451270-0

## オーディオブック版
2020年10月20日よりオーディオブック版がデータ販売されている。出演：吉岡茉祐（朗読＋三浦加奈/ドロシー）、西山宏太朗（ライオン）、加藤英美里（カカシ）、江口拓也（ブリキ）、奥友沙絢（小夏＋ソラほか）、木暮晃石（赤松＋アメくんほか）。